# Chanos chanos
Il cefalone (Chanos chanos - Forsskål 1775), conosciuto nei luoghi d'origine come "pesce latte", unico rappresentante della famiglia Chanidae, è un pesce osseo marino, ma non è insolito ritrovarlo in zone d'acqua dolce e salmastra.

## Distribuzione
Questo pesce è diffuso nell'oceano Indiano e nell'oceano Pacifico, in tutte le acque con temperatura superiore a 20 °C e vicine alle coste. Particolarmente diffuso nella zona tra le Maldive e le Galápagos, ma localizzato anche nelle coste malgasce e nel Mar Rosso.

## Descrizione
L'aspetto di questo pesce è affusolato e idrodinamico, con una coda estremamente forcuta, da buon nuotatore. La livrea è bianco argentea, con pinne orlate di nero, o comunque scure. 
 Raggiunge una lunghezza di 1,7 m ma solitamente si pescano esemplari da 1 metro.

## Alimentazione
Si ciba di alghe e invertebrati, non possedendo denti.

## Riproduzione
L'accoppiamento e la deposizione avvengono nelle barriere coralline dove le larve crescono per 2-3 settimane, fino a quando diventano avannotti: allora migrano verso le coste a mangrovia e negli estuari (non disdegnando i laghi costieri e le lagune). Una volta raggiunta la maturazione sessuale torneranno nei reef corallini a riprodursi.

## Pesca
Nel sudest asiatico e in molti paesi d'origine alla pesca tradizionale si affianca la pesca per alimentare gli allevamenti: avannotti e le larve dei pesci latte sono pescati lungo le coste, gli stagni e le lagune e trasportati in questi grandi allevamenti, dove saranno poi fatti crescere nelle misure desiderate e avviati alla consumazione (congelati, freschi, sott'olio o affumicati).

## Tassonomia
Chanos chanos è l'unica specie vivente della famiglia Chanidae. Questa famiglia è tradizionalmente divisa in due sottofamiglie: l'estinta Rubiesichthyinae (comprendente i generi Gordichthys, Nanaichthys e Rubiesichthys del Cretaceo) e Chaninae, in cui sono stati classificati oltre a Chanos anche i generi Dastilbe, Francischanos, Parachanos, Tharrhias e Caeus. Forme affini ai Chanidae sono i generi estinti Chanoides e Coelogaster.